# Аликуди
Аликуди је најзападније од седам острва која чине Еолски архипелаг, ланац вулканских острва северно од Сицилије. Налази се на око 40 km западно од Липара, има укупну површину од 5,2 km2 и скоро је кружног облика.

## Историја
Острво је формирано од давно угашеног вулкана Монтањола, пре отприлике 150 000 година. Претпоставља се да се последњи еволутивни чин острва догодио пре само 27 000 година.
Острво је први пут насељено још у XVII веку пре нове ере, о чему сведоче неки археолошки докази из тог периода. Римски керамички фрагменти, који датирају из много векова касније, могу се наћи на источној обали острва.
Савремени назив острва потиче од његовог старогрчког имена „Ереикоуса”, изведеног од Erica (Вреска), биљке која расте на падинама острва. Аликуди је много векова био мета честих упада пирата. Сходно томе, становништво острва било је принуђено да нађе склониште у малим кућама изграђеним на високим терасама, што је такође значило да су једноставна пољопривреда и узгој брескве били темељи скромне острвске привреде.